# Lucia Herdová
Lucia Herdová (* 20. Februar 2000 in Bratislava) ist eine slowakische Volleyballspielerin.

## Karriere

### Verein
Zur Saison 2016/17 stieg Lucia Herdová in die erste Mannschaft von VK Slávia Bratislava auf und verbrachte drei Spielzeiten beim slowakischen Rekordmeister. In dieser Zeit gewann sie jeweils zweimal die slowakische Meisterschaft und den slowakischen Pokal. Zur Saison 2019/20 schloss sie sich den Ligakonkurrenten VTC Pezinok an. Während die Liga in dieser Saison aufgrund der COVID-19-Pandemie abgebrochen wurde, konnte sie sich noch vor Ausbruch der Pandemie mit ihrer neuen Mannschaft den slowakischen Pokal sichern. Bereits nach einer Saison verließ sie den Verein aus Pezinok bereits und wechselte ins Nachbarland Tschechien zu TJ Sokol Šternberk. Im Januar 2022 kam es zwischen TJ Sokol Šternberk und VK UP Olomouc zu einem Spielertausch, in dessen Folge Lucia Herdová sich dem Verein aus Olomouc anschloss, während die Tschechin Karina Lazárková zum Verein aus Šternberk wechselte. Nach eineinhalb Spielzeiten wechselte sie erneut innerhalb der Extraliga, der höchsten Spielklasse im tschechischen Frauen-Volleyball, und schloss sich dem VK Dukla Liberec an. Mit ihrem neuen Verein konnte sie sich den tschechischen Pokal sichern und zudem in der Liga das Playoff-Finale erreichen. Dort unterlag man aber gegen den VK Šelmy Brno mit 3:0 nach Sätzen.
Nach nur einer Saison verließ Lucia Herdová die Mannschaft von Liberec wieder und schloss sich dem tschechischen Rekordmeister VK Prostějov an.

### Nationalmannschaft
Nachdem sie bereits in verschiedenen Jugend-Nationalmannschaften der Slowakei zum Einsatz gekommen war, debütierte Lucia Herdová unter Nationaltrainer Michal Mašek am 18. Mai 2022 beim Freundschaftsspiel gegen Slowenien in Kranjska Gora für die A-Nationalmannschaft. Seitdem hat sie (Stand: 2024) 18 Länderspiele für ihr Heimatland absolviert.